# Simona Halep
Simona Halep (ur. 27 września 1991 w Konstancy) – rumuńska tenisistka, zwyciężczyni French Open 2018 i Wimbledonu 2019 w grze pojedynczej, liderka rankingu WTA od 9 października 2017 do 28 stycznia 2018 oraz od 26 lutego 2018 do 27 stycznia 2019.

## Kariera tenisowa

### Sezony 2008–2009

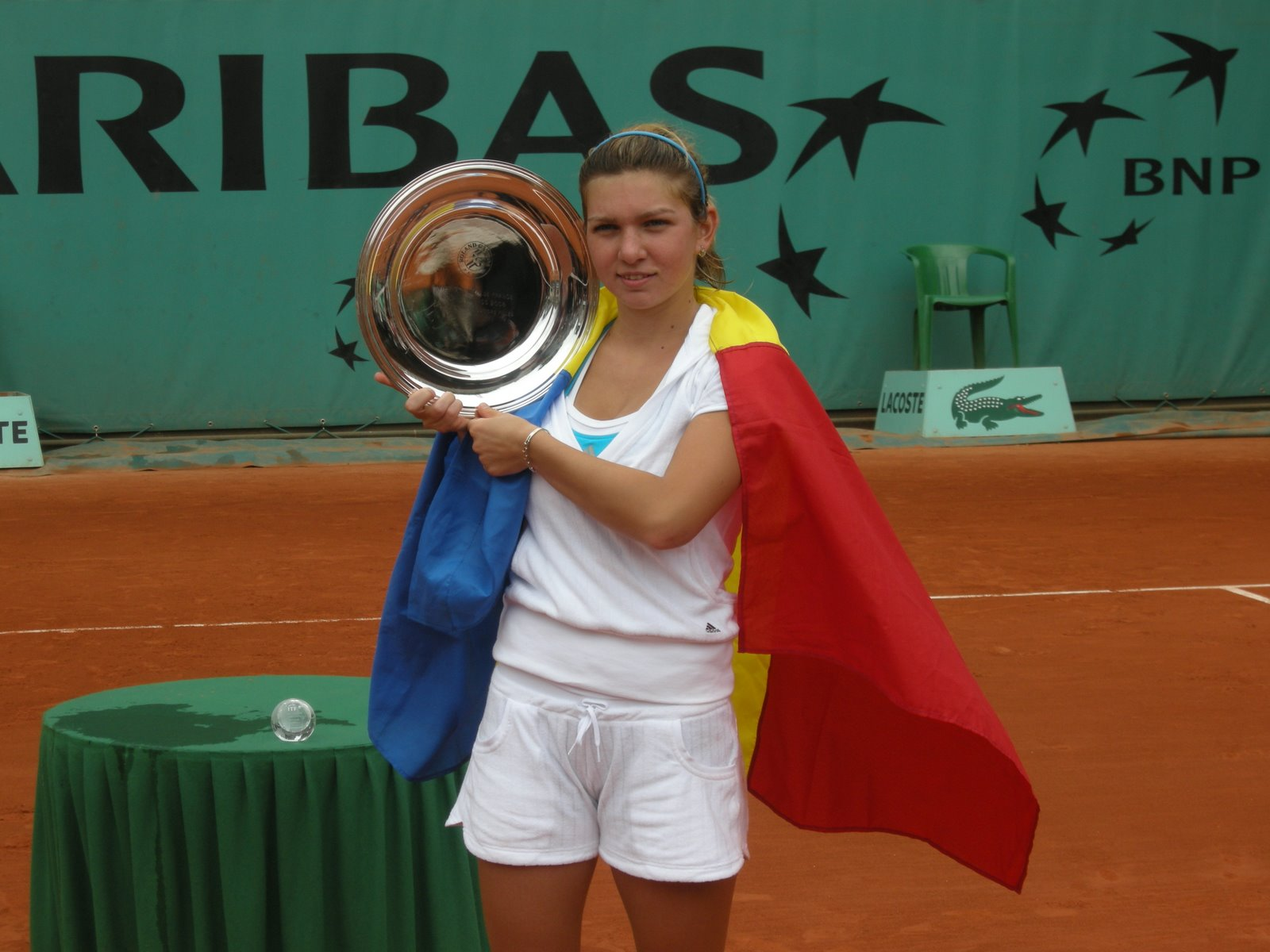
Halep z trofeum podczas French Open 2008

Rozpoczęła rok 2008 od rozgrywek juniorskich, osiągając finał w Nottinghill, gdzie przegrała z Arantxą Rus. W ćwierćfinale Australian Open pokonała Anastasiję Pawluczenkową, później przegrywając w półfinale z Jessicą Moore.
Podczas French Open była rozstawiona z numerem dziewiątym. W pierwszej rundzie pokonała Charlotte Rodier, następnie Karen Barbat, w trzeciej rundzie zwyciężyła z piątą rozstawioną Jessicą Moore wynikiem 6:0, 6:1. W ćwierćfinale Simona wygrała z Kseniją Łykiną, a w półfinale z Arantxą Rus. W rumuńskim finale zwyciężyła z Eleną Bogdan wynikiem 6:4, 6:7(3), 6:2.
Halep startowała też w seniorskich rozgrywkach rangi ITF. Na przełomie kwietnia i maja wygrała dwa turnieje w Bukareszcie z pulą nagród 10 000 dolarów amerykańskich. Był to jej trzeci i czwarty triumf w zawodach tej rangi.
W czerwcu zwyciężyła w szwedzkim Kristinehamn w turnieju z pulą nagród 25 000 dolarów amerykańskim, w finale pokonując Anne Schäfer.
Kontynuowała grę w rozgrywkach ITF przez cały 2009 rok dochodząc m.in. do ćwierćfinału w Bukareszcie, półfinałów w Mińsku i Opolu i finału w Makarskiej. W sierpniu triumfowała w Mariborze, w finale pokonując Katalin Marosi. W 2009 roku zagrała również w kwalifikacjach do turnieju WTA Tour w Paryżu oraz do French Open, w obu przypadkach przegrywając w drugiej rundzie.
W wieku 18 lat poddała się operacji zmniejszenia biustu.

### Sezon 2010
W styczniu 2010 wystartowała w Australian Open, gdzie przegrała ze Stéphanie Foretz w pierwszej rundzie kwalifikacji. Przełomowy był dla niej turniej WTA Tour w Marbelli. Jako kwalifikantka dotarła tam do ćwierćfinału, po drodze pokonując 70. w rankingu Ivetę Benešovą oraz 36. na świecie Soranę Cîrsteę. Przegrała z drugą rozstawioną Flavią Pennettą, wynikiem 4:6, 6:7(4). Następnie Halep przeszła kwalifikacje do turnieju w Barcelonie, przegrywając jednak w pierwszej rundzie 4:6, 6:3, 3:6 z Carlą Suárez Navarro.
Na przełomie kwietnia i maja osiągnęła pierwszy w karierze finał imprezy cyklu WTA Tour. Miało to miejsce w Fezie. Po zakwalifikowaniu się do turnieju głównego pokonała Lucie Hradecką 7:5, 6:1 i Olhę Sawczuk 6:3, 6:1. W ćwierćfinale zwyciężyła drugą rozstawioną Patty Schnyder z wynikiem 6:2, 7:6(3). W półfinale wygrała z Renatą Voráčovą. W finale musiała uznać wyższość Ivety Benešovej, przegrywając wynikiem 4:6, 2:6.
W maju przeszła kwalifikacje do French Open, w ostatniej rundzie pokonując Bethanie Mattek-Sands. W pierwszej rundzie turnieju głównego przegrała z Samanthą Stosur 5:7, 1:6. Podczas US Open miała szansę pokonać Jelenę Janković – serwowała w trzecim secie przy stanie 5:4. Halep ostatecznie przegrała z wynikiem 4:6, 6:4, 5:7.

### Sezon 2011
W styczniu 2011 osiągnęła ćwierćfinał w Auckland. Pokonała tam Ayumi Moritę i Jelenę Wiesninę, ulegając Yaninie Wickmayer. W Hobart nie udało jej się przejść kwalifikacji. Podczas Australian Open 2011 dotarła do trzeciej rundy turnieju głównego. W drugiej rundzie wygrała z 24. na świecie Alisą Klejbanową. W kolejnej rundzie przegrała jednak w dwóch setach z Agnieszką Radwańską.
W kwietniu powtórzyła wynik z ubiegłego sezonu, docierając do finału w Fezie. Tym razem przegrała z Albertą Brianti 3:6, 4:6. W Estoril, przegrała w pierwszej rundzie z późniejszą triumfatorką tej imprezy – Anabel Mediną Garrigues. W wielkoszlemowym French Open przegrała z Samanthą Stosur, z kolei na Wimbledonie – z Sereną Williams – w obu przypadkach w drugiej rundzie.
Halep zakwalifikowała się do turnieju głównego podczas Rogers Cup 2011. W pierwszej rundzie spotkała się ze Swietłaną Kuzniecową. Mecz trwał 2 godziny i 14 minut i zakończył się zwycięstwem Rumunki – 4:6, 6:4, 6:3. Było to jej pierwsze zwycięstwo nad zawodniczką z czołowej 20. rankingu. Przegrała w drugiej rundzie z Lucie Šafářovą z wynikiem 2:6, 4:6.
Podczas wielkoszlemowego US Open 2011 pokonała w pierwszej rundzie rozstawioną z numerem szóstym Li Na wynikiem 6:2, 7:5. Było to jej pierwsze zwycięstwo nad zawodniczką z czołowej dziesiątki rankingu WTA Tour. Odpadła w drugiej rundzie z Carlą Suárez Navarro, przegrywając 6:3, 2:6, 2:6.

### Sezon 2012
Halep przegrała w pierwszej rundzie Australian Open, wcześniej dochodząc do ćwierćfinału w Hobart. Następnie dochodziła do trzecich rund w turniejach rangi WTA Premier Mandatory w Indian Wells i Miami.
Na kortach ceglanych w Barcelonie osiągnęła ćwierćfinał, a w Fezie dotarła do półfinału. W Madrycie i Rzymie przegrywała w pierwszej rundzie – w obu przypadkach z Venus Williams.
W maju podczas turnieju w Brukseli pokonała m.in. Jelenę Janković i Dominikę Cibulkovą, dochodząc do finału. W meczu o mistrzostwo przegrała z Agnieszką Radwańską 5:7, 0:6.
Na Letnich Igrzyskach Olimpijskich 2012 zanotowała pierwszą rundę gry pojedynczej i podwójnej.

### Sezon 2013

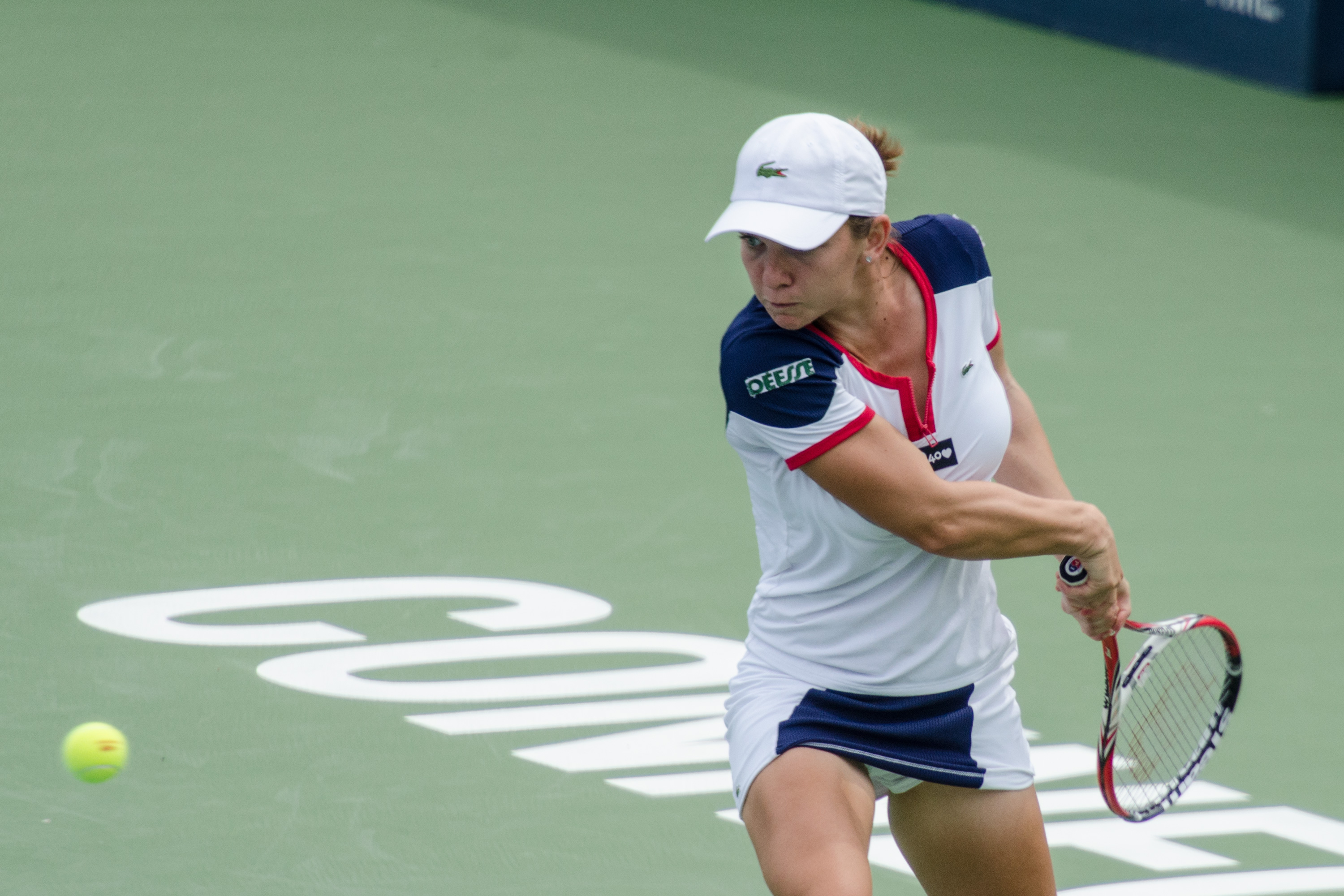
Simona Halep podczas New Haven Open at Yale

Halep rozpoczęła sezon jako 47. rakieta świata. Jej dwa pierwsze turnieje zakończyły się porażkami w pierwszych rundach. Pierwszy sukces nastąpił podczas zawodów w Rzymie w maju. Halep pokonała wtedy Swietłanę Kuzniecową i czwartą zawodniczkę świata – Agnieszkę Radwańską. W ćwierćfinale obroniła dwie piłki meczowe i wygrała mecz przeciw Jelenie Janković. W półfinale uległa późniejszej mistrzyni – Serenie Williams. Na French Open przegrała w trzech setach z Carlą Suárez Navarro.
Następnie wystartowała w turnieju w Norymberdze. Dotarła tam do finału, po drodze pokonując m.in. Lucie Šafářovą. W meczu finałowym pokonała Andreę Petković 6:3, 6:3, po raz pierwszy zwyciężając w turnieju rangi WTA Tour. Później udała się do ’s-Hertogenbosch. Na trawiastych kortach wygrała m.in. z Robertą Vinci, dochodząc ponownie do finału. Triumfowała w całych zawodach, pokonując w finale Kirsten Flipkens wynikiem 6:4, 6:2. Podczas Wimbledonu 2013 odpadła w drugiej rundzie po trzysetowym meczu z Li Na.
Po sezonie na kortach trawiastych Halep wygrała trzeci turniej w roku. Miało to miejsce w Budapeszcie, gdzie pokonywała kolejno: Sesił Karatanczewą, Ágnes Buktę, Tímeę Babos, Alexandrę Cadanțu i w finale Yvonne Meusburger wynikiem 6:3, 6:7(7), 6:1.
Osiągnęła drugi ćwierćfinał turnieju WTA Premier 5 podczas zawodów w Cincinnati, gdzie po raz kolejny przegrała z Sereną Williams.
W następnym starcie, w New Haven sięgnęła po czwarty tytuł w roku, a pierwszy rangi WTA Premier. W meczu o mistrzostwo pokonała Petrę Kvitovą 6:2, 6:2. Na US Open osiągnęła po raz pierwszy czwartą rundę turnieju wielkoszlemowego. Przegrała tam z Flavią Pennettą w dwóch setach.
W Moskwie po raz piąty w sezonie triumfowała w turnieju cyklu WTA Tour, w finale pokonując Samanthę Stosur. Dzięki temu zwycięstwu została jedyną zawodniczką w roku, której udało się wygrać turnieje na trzech różnych nawierzchniach – ceglanej, trawiastej, twardej i w zawodach w hali. Została również drugą zawodniczką (po Serenie Williams), pod względem ilości wygranych turniejów w ciągu roku.
Na koniec sezonu, w listopadzie wystartowała w turnieju WTA Tournament of Champions w Sofii, gdzie osiągnęła dziewiąty finał w karierze, a szósty w sezonie. W ostatnim meczu pokonała, tak jak w turnieju poprzednim, Samanthę Stosur. Zakończyła rok na 11. miejscu w rankingu WTA.
21 listopada 2013 zdobyła nagrodę WTA w kategorii „Most Improved Player” za największe postępy w roku.

### Sezon 2014
Rok 2014 rozpoczął się od porażki Halep w pierwszej rundzie turnieju w Sydney. Podczas Australian Open była rozstawiona z numerem 11. W pierwszej rundzie pokonała Katarzynę Piter, w drugiej Varvarę Lepchenko, później Zarinę Dijas. Następnie wygrała z byłą liderką rankingu WTA Jeleną Janković w trzech setach, osiągając pierwszy wielkoszlemowy ćwierćfinał w karierze. Przegrała z późniejszą finalistką – Dominiką Cibulkovą wynikiem 3:6, 0:6. Dzięki punktom zdobytym w Melbourne awansowała na 10. miejsce w światowym rankingu. Została jedną z czterech Rumunek w historii notowanych w pierwszej dziesiątce tego rankingu.
Po nieudanym występie w Paryżu, zwyciężyła w turnieju rangi WTA Premier 5 w Dosze. W finale pokonała Angelique Kerber wynikiem 6:2, 6:3. W zawodach w Indian Wells Rumunka osiągnęła półfinał, w którym uległa Agnieszce Radwańskiej 3:6, 4:6.
W turnieju rozgrywanym na kortach ceglanych w Madrycie Halep zanotowała finał, w którym nie sprostała Marii Szarapowej, przegrywając 6:1, 2:6, 3:6. Podczas French Open dotarła do pierwszego finału Wielkiego Szlema, w którym ponownie uległa Szarapowej, tym razem 4:6, 7:6(5), 4:6. Po tym turnieju awansowała na trzecie miejsce w rankingu singlowym WTA Tour.
Podczas Wimbledonu rozstawiona z numerem trzecim Simona Halep awansowała do półfinału. Walkę o finał przegrała z Eugenie Bouchard 6:7(5), 2:6. W turnieju w Bukareszcie najwyżej notowana zawodniczka przegrała jednego seta – w meczu półfinałowym z Monicą Niculescu. W finale Rumunka pokonała Robertę Vinci 6:1, 6:3.
W New Haven w swoim pierwszym meczu uległa Magdalénie Rybárikovej 2:6, 6:4, 3:6. Udział w US Open rozpoczęła od zwycięstwa z Danielle Collins 6:7(2), 6:1, 6:2, a następnie pokonała Janę Čepelovą 6:2, 6:1. W trzeciej rundzie przegrała z Mirjaną Lučić-Baroni 6:7(6), 2:6.
Okres gry w Azji rozpoczęła od porażki w drugiej rundzie w Wuhanie z Garbiñe Muguruzą 6:2, 2:6, 3:6. W Pekinie mecz ćwierćfinałowy przeciw Anie Ivanović oddała walkowerem. Podczas Turnieju Mistrzyń, w fazie grupowej pokonała Bouchard i Williams, a uległa Ivanović. W półfinale wygrała z Radwańską 6:2, 6:2, natomiast w meczu mistrzowskim nie sprostała Serenie Williams, przegrywając 3:6, 0:6.
W sezonie 2014 trenowana była przez Wima Fissette, byłego szkoleniowca m.in. Kim Clijsters czy Sabine Lisicki. Halep zakończyła z nim współpracę pod koniec roku. Jej nowym szkoleniowcem został Victor Ioniță. Jej menadżerką została Virginia Ruzici.

### Sezon 2015
Kolejny sezon Halep zaczęła od zwycięstwa w Shenzhen, pokonując w finale Timeę Bacsinszky w obu setach po 6:2. Podczas Australian Open powtórzyła wynik sprzed roku, docierając do ćwierćfinału, w którym uległa Jekatierinie Makarowej 4:6, 0:6. W rozgrywkach Pucharu Federacji zwyciężyła z Silvią Soler Espinosą i przegrała z Garbiñe Muguruzą.
W finale turnieju rangi WTA Premier 5 w Dubaju mieszkanka Konstancy pokonała Karolínę Plíškovą 6:4, 7:6(4). Triumfowała także w zawodach klasy WTA Premier Mandatory w Indian Wells, w ostatnim meczu zwyciężając z Jeleną Janković w trzech setach. Z kolei w Miami dotarła do ćwierćfinału, gdzie przegrała z Sereną Williams.
W Stuttgarcie Rumunka uległa w półfinale Caroline Wozniacki, pokonując po drodze m.in. Muguruzę i Errani. W Madrycie zakończyła udział już na pierwszej rundzie. W Rzymie pokonała trzy rywalki, ale z Carlą Suárez Navarro nie zdołała wygrać.
Grę na kortach trawiastych rozpoczęła w Birmingham, gdzie doszła do ćwierćfinału. Podczas Wimbledonu uległa w pierwszym spotkaniu Jaiea Čepelovej.
W Toronto Halep dotarła do finału, w którym skreczowała w meczu z Belindą Bencic. W Cincinnati pokonała m.in. Jelenę Janković, by w finale przegrać z Sereną Williams. W Nowym Jorku doszła do półfinału, w którym przegrała z późniejszą mistrzynią Flavią Pennettą.
Po ćwierćfinale w Kantonie doszła do trzeciej rundy w Wuhanie, zaś w Pekinie skreczowała w meczu otwarcia. Podczas turnieju WTA Finals w Singapurze nie udało jej się wyjść z grupy, ale i tak zakończyła sezon na pozycji wiceliderki rankingu WTA.

### Sezon 2016
W Sydney Halep przegrała w półfinale ze Swietłaną Kuzniecową, a podczas Australian Open odpadła już w pierwszej rundzie. W pojedynku ćwierćfinałowym Pucharu Federacji z Czechami zwyciężyła w jednym z dwóch meczów. W Dubaju i Dosze nie wygrała ani jednego meczu, natomiast w Indian Wells i Miami osiągnęła ćwierćfinał.
W barażach o Grupę Światową Fed Cupu z Niemcami ponownie zanotowała bilans 1-1. W Stuttgarcie już w pierwszym meczu została pokonana przez późniejszą finalistkę Laurę Siegemund. W Madrycie sięgnęła po trofeum, pokonując w finale Dominikę Cibulkovą 6:2, 6:4. W Rzymie nie wygrała ani jednego meczu. We French Open osiągnęła rundę czwartą, a na Wimbledonie zaszła krok dalej, ulegając finalistce tego turnieju, Angelique Kerber.
Następnie zdobyła tytuł w Bukareszcie i Montrealu, gdzie zrewanżowała się Kerber. Pominąwszy igrzyska olimpijskie, pokonała Radwańską w ćwierćfinale w Cincinnati, a następnie znowu przegrała z Kerber. W ćwierćfinale US Open nie sprostała Serenie Williams.
W Wuhanie doszła do półfinału, ale w Pekinie wygrała tylko jeden mecz. Podczas WTA Finals pokonała Madison Keys, ale nie sprostała liderce rankingu Kerber i zwyciężczyni turnieju Cibulkovej, kończąc rok na czwartym miejscu w rankingu.

### Sezon 2017
Rumunka wygrała jeden mecz w Shenzhen i ani jednego w Australian Open, gdzie została uległa Shelby Rogers 3:6, 1:6. W Petersburgu oddała mecz ćwierćfinałowy walkowerem, a w Indian Wells w drugim meczu przegrała z Kristiną Mladenovic 3:6, 3:6. W Miami w ćwierćfinale uległa Johannie Koncie.
Na kortach ziemnych w Stuttgarcie doszła do półfinału, gdzie, tak jak rok wcześniej, uległa Laurze Siegemund. W Madrycie w drugiej rundzie w meczu z Robertą Vinci broniła piłek meczowych przy stanie 6:3, 2:6, 1:5, lecz ostatecznie zwyciężyła 6:3, 2:6, 7:6(2). W finale w trzysetowym pojedynku zrewanżowała się Kristinie Mladenovic. W Rzymie doszła do finału, w którym przegrała z Eliną Switoliną 6:4, 5:7, 1:6. Podczas French Open w ćwierćfinale ze Switoliną przegrywała już 3:6, 0:5, jednak zdołała odwrócić losy meczu na 3:6, 7:6(7), 6:2. W półfinale pokonała Karolínę Plíškovą 6:4, 3:6, 6:3. W finale przegrała 6:4, 4:6, 3:6 z Jeļeną Ostapenko.
Na kortach trawiastych w Eastbourne w ćwierćfinale przegrała z Caroline Wozniacki 7:5, 4:6, 1:6. Na tym samym etapie Wimbledonu była o dwa punkty przy własnym serwisie od pokonania Konty i objęcia prowadzenia w światowej klasyfikacji, ale ostatecznie przegrała 7:6(2), 6:7(5), 4:6.
W Waszyngtonie doszła do ćwierćfinału, w którym przegrała z Jekatieriną Makarową. W Toronto doszła do półfinału, ulegając w nim Switolinie 1:6, 1:6. W Cincinnati zagrała w finale, w którym przegrała 1:6, 0:6 z Garbiñe Muguruzą.
W US Open już w pierwszym meczu przegrała z Mariją Szarapową. W Wuhanie w pierwszym meczu przegrała z Darją Kasatkiną. W Pekinie Rumunka doszła do finału, jednak w nim uległa Caroline Garcii 4:6, 6:7(3). Dzięki temu wynikowi objęła prowadzenie w rankingu WTA.
Turniej WTA Finals rozpoczęła od rewanżu na Caroline Garcii 6:4, 6:2. W kolejnych meczach przegrała natomiast z Wozniacki 0:6, 2:6 i Switoliną 3:6, 4:6.

### Sezon 2018
Halep zainaugurowała sezon 2018 występem w zawodach w Shenzhen, odnosząc zwycięstwo w pierwszej rundzie nad Nicole Gibbs 6:4, 6:1, następnie wygrała z Duan Yingying 3:6, 6:1, 6:2. W ćwierćfinale pokonała Arynę Sabalenkę 6:2, 6:2, po czym spotkała się w półfinale z Iriną-Camelią Begu, triumfując nad przeciwniczką 6:1, 6:4. Zwyciężywszy w finale Kateřinę Siniakovą 6:1, 2:6, 6:0, zdobyła swój 16. tytuł w karierze sportowej. Tego samego dnia wraz z Begu sięgnęły po tytuł w grze deblowej po wygranej nad Siniakovą i Barborą Krejčíkovą 1:6, 6:1, 10–8. W Australian Open pokonała Destanee Aiavę 7:6(5), 6:1 i Eugenie Bouchard 6:2, 6:2, Lauren Davis 6:4, 4:6, 15:13 i Naomi Ōsakę 6:3, 6:2. W ćwierćfinale wygrała z Karolíną Plíškovą 6:3, 6:2, awansując tym samym po raz pierwszy w karierze do półfinału Australian Open. W przedostatniej rundzie turnieju wyeliminowała Angelique Kerber 6:3, 4:6, 9:7. W finale musiała uznać wyższość Caroline Wozniacki, przegrywając 6:7(2), 6:3, 4:6.
W Dosze wygrała z Jekatieriną Makarową 6:3, 6:0 w drugiej rundzie, po czym wyeliminowała Anastasiję Sevastovą 6:4, 6:3 i Catherine Bellis 6:0, 6:4, jednak w wyniku urazu stopy zrezygnowała z występu w meczu półfinałowym, w którym miała zmierzyć się z Garbiñe Muguruzą.
Podczas turnieju w Indian Wells w drugiej rundzie była blisko porażki z Caroline Dolehide, ale ostatecznie wygrała 1:6, 7:6(3), 6:2. W ćwierćfinale pokonała Petrę Martić wynikiem 6:4, 6:7(5), 6:3, zaś w półfinale uległa Naomi Ōsace 3:6, 0:6. Na kortach twardych w Miami pokonała Océane Dodin 3:6, 6:3, 7:5, ale już w drugim meczu uległa Agnieszce Radwańskiej 6:3, 2:6, 3:6.
Sezon na kortach ziemnych rozpoczęła w Stuttgarcie. W swoim pierwszym meczu wyeliminowała Magdalénę Rybárikovą 4:6, 6:2, 6:3, natomiast w drugim przegrała 4:6, 1:6 z Coco Vandeweghe. W Madrycie Rumunka wygrała kolejne spotkania 6:1, 6:0 z Makarową, 6:0, 6:3 z Mertens i 6:1, 6:4 z Kristýną Plíškovą, jednak w ćwierćfinale rewanż wzięła jej siostra Karolína Plíšková, której Halep uległa 4:6, 3:6. W Rzymie po wygraniu trzech spotkań doszła do finału, w którym jednak doszło do powtórki z zeszłego roku – Rumunka ponownie przegrała ze Switoliną 0:6, 4:6. We French Open pokonała m.in. Angelique Kerber w ćwierćfinale oraz Garbiñe Muguruzę w półfinale, zaś w finale triumfowała 3:6, 6:4, 6:1 nad Sloane Stephens, zdobywając tym samym pierwszy w karierze wielkoszlemowy tytuł.

### Dyskwalifikacja
21 października 2022 Międzynarodowa Agencja ds. Integralności Tenisa (ITIA) poinformowała o tymczasowym zawieszeniu Halep w związku z uzyskaniem pozytywnego wyniku testu antydopingowego podczas US Open 2022. W próbkach pobranych od zawodniczki znaleziono środek dopingujący o nazwie roksadustat. Zawodniczka wydała oświadczenie, w którym zaprzeczyła świadomemu przyjęciu środka.
12 września 2023 ITIA poinformowała o zawieszeniu zawodniczki na 4 lata (do 6 października 2026) pod zarzutem stosowania dopingu oraz nieprawidłowości w tzw. paszporcie biologicznym.

## Historia występów wielkoszlemowych
Legenda
     W, wygrany turniej
     F, przegrana w finale
     SF, przegrana w półfinale
     QF, przegrana w ćwierćfinale
     xR, przegrana w x rundzie
     Qx, przegrana w x rundzie kwalifikacji
     A, brak startu
     NH, turniej nie odbył się

### Występy w grze pojedynczej
| Australian Open        | A   | A   | Q1 | 3R | 1R | 1R | QF | QF | 1R | 1R | F  | 4R | SF | QF | 4R | 0 / 12 | 31 – 12  |  |  |  |  |  |  |  |  |  |
| French Open            | A   | Q2  | 1R | 2R | 1R | 1R | F  | 2R | 4R | F  | W  | QF | 4R | A  | 2R | 1 / 12 | 32 – 11  |  |  |  |  |  |  |  |  |  |
| Wimbledon              | A   | A   | Q2 | 2R | 1R | 2R | SF | 1R | QF | QF | 3R | W  | NH | A  | SF | 1 / 10 | 29 – 9   |  |  |  |  |  |  |  |  |  |
| US Open                | A   | A   | 1R | 2R | 2R | 4R | 3R | SF | QF | 1R | 1R | 2R | A  | 4R | 1R | 0 / 12 | 20 – 12  |  |  |  |  |  |  |  |  |  |
|                        |     |     |    |    |    |    |    |    |    |    |    |    |    |    |    |        |          |  |  |  |  |  |  |  |  |  |
| Ranking na koniec roku | 352 | 210 | 81 | 53 | 47 | 11 | 3  | 2  | 4  | 1  | 1  | 4  | 2  | 20 | 10 | 2 / 46 | 112 – 44 |  |  |  |  |  |  |  |  |  |

### Występy w grze podwójnej
| Australian Open        | A   | A   | A | 1R  | 1R  | 1R  | 1R  | A   | A   | A   | A   | A   | A   | 1R  | 1R   | 0 / 6  | 0 – 6  |  |  |  |  |  |  |  |  |  |  |
| French Open            | A   | A   | A | 1R  | 2R  | 1R  | A   | A   | A   | A   | A   | A   | A   | A   | A    | 0 / 3  | 1 – 2  |  |  |  |  |  |  |  |  |  |  |
| Wimbledon              | A   | A   | A | 1R  | 1R  | 1R  | A   | 1R  | A   | A   | A   | A   | NH  | A   | A    | 0 / 4  | 0 – 4  |  |  |  |  |  |  |  |  |  |  |
| US Open                | A   | A   | A | 2R  | 1R  | 1R  | A   | A   | A   | A   | A   | A   | A   | A   | A    | 0 / 3  | 1 – 3  |  |  |  |  |  |  |  |  |  |  |
|                        |     |     |   |     |     |     |     |     |     |     |     |     |     |     |      |        |        |  |  |  |  |  |  |  |  |  |  |
| Ranking na koniec roku | 345 | 281 | – | 197 | 221 | 484 | 497 | 301 | 124 | 148 | 165 | 146 | 133 | 292 | 1250 | 0 / 16 | 2 – 15 |  |  |  |  |  |  |  |  |  |  |

### Występy w grze mieszanej
| Australian Open | A | A | A | A | A | A | A | A  | A  | A | A | A | A  | A | A | 0 / 0 | 0 – 0 |  |  |  |  |  |  |  |  |  |  |
| French Open     | A | A | A | A | A | A | A | A  | 1R | A | A | A | NH | A | A | 0 / 1 | 0 – 1 |  |  |  |  |  |  |  |  |  |  |
| Wimbledon       | A | A | A | A | A | A | A | A  | A  | A | A | A | NH | A | A | 0 / 0 | 0 – 0 |  |  |  |  |  |  |  |  |  |  |
| US Open         | A | A | A | A | A | A | A | QF | A  | A | A | A | NH | A | A | 0 / 1 | 2 – 0 |  |  |  |  |  |  |  |  |  |  |
|                 |   |   |   |   |   |   |   |    |    |   |   |   |    |   |   |       |       |  |  |  |  |  |  |  |  |  |  |
|                 |   |   |   |   |   |   |   |    |    |   |   |   |    |   |   | 0 / 2 | 2 – 1 |  |  |  |  |  |  |  |  |  |  |

## Finały turniejów WTA
| Legenda                     | Legenda |
| --------------------------- | ------- |
| Wielki Szlem                |         |
| Igrzyska olimpijskie        |         |
| WTA Tour Championships      |         |
| WTA Tournament of Champions |         |
| 2009 – 2020                 |         |
| WTA Premier Mandatory       |         |
| WTA Premier 5               |         |
| WTA Premier                 |         |
| WTA International Series    |         |
| WTA 125K series (2012–2020) |         |
| od 2021                     |         |
| WTA 1000 (obowiązkowe)      |         |
| WTA 1000 (nieobowiązkowe)   |         |
| WTA 500                     |         |
| WTA 250                     |         |
| WTA 125                     |         |

### Gra pojedyncza 42 (24–18)
| Końcowy wynik | Nr  | Data                 | Turniej          | Nawierzchnia  | Przeciwniczka           | Wynik finału              |
| ------------- | --- | -------------------- | ---------------- | ------------- | ----------------------- | ------------------------- |
| Finalistka    | 1.  | 1 maja 2010          | Fez              | Ceglana       | Iveta Benešová          | 4:6, 2:6                  |
| Finalistka    | 2.  | 24 kwietnia 2011     | Fez              | Ceglana       | Alberta Brianti         | 4:6, 3:6                  |
| Finalistka    | 3.  | 27 maja 2012         | Bruksela         | Ceglana       | Agnieszka Radwańska     | 5:7, 0:6                  |
| Zwyciężczyni  | 1.  | 15 czerwca 2013      | Norymberga       | Ceglana       | Andrea Petković         | 6:3, 6:3                  |
| Zwyciężczyni  | 2.  | 22 czerwca 2013      | ’s-Hertogenbosch | Trawiasta     | Kirsten Flipkens        | 6:4, 6:2                  |
| Zwyciężczyni  | 3.  | 14 lipca 2013        | Budapeszt        | Ceglana       | Yvonne Meusburger       | 6:3, 6:7(7), 6:1          |
| Zwyciężczyni  | 4.  | 24 sierpnia 2013     | New Haven        | Twarda        | Petra Kvitová           | 6:2, 6:2                  |
| Zwyciężczyni  | 5.  | 20 października 2013 | Moskwa           | Twarda (hala) | Samantha Stosur         | 7:6(1), 6:2               |
| Zwyciężczyni  | 6.  | 3 listopada 2013     | Sofia            | Twarda (hala) | Samantha Stosur         | 2:6, 6:2, 6:2             |
| Zwyciężczyni  | 7.  | 16 lutego 2014       | Doha             | Twarda        | Angelique Kerber        | 6:2, 6:3                  |
| Finalistka    | 4.  | 11 maja 2014         | Madryt           | Ceglana       | Marija Szarapowa        | 6:1, 2:6, 3:6             |
| Finalistka    | 5.  | 7 czerwca 2014       | French Open      | Ceglana       | Marija Szarapowa        | 4:6, 7:6(5), 4:6          |
| Zwyciężczyni  | 8.  | 13 lipca 2014        | Bukareszt        | Ceglana       | Roberta Vinci           | 6:1, 6:3                  |
| Finalistka    | 6.  | 26 października 2014 | Singapur         | Twarda (hala) | Serena Williams         | 3:6, 0:6                  |
| Zwyciężczyni  | 9.  | 10 stycznia 2015     | Shenzhen         | Twarda        | Timea Bacsinszky        | 6:2, 6:2                  |
| Zwyciężczyni  | 10. | 21 lutego 2015       | Dubaj            | Twarda        | Karolína Plíšková       | 6:4, 7:6(4)               |
| Zwyciężczyni  | 11. | 22 marca 2015        | Indian Wells     | Twarda        | Jelena Janković         | 2:6, 7:5, 6:4             |
| Finalistka    | 7.  | 16 sierpnia 2015     | Toronto          | Twarda        | Belinda Bencic          | 6:7(5), 7:6(4), 0:3 krecz |
| Finalistka    | 8.  | 23 sierpnia 2015     | Cincinnati       | Twarda        | Serena Williams         | 3:6, 6:7(5)               |
| Zwyciężczyni  | 12. | 7 maja 2016          | Madryt           | Ceglana       | Dominika Cibulková      | 6:2, 6:4                  |
| Zwyciężczyni  | 13. | 17 lipca 2016        | Bukareszt        | Ceglana       | Anastasija Sevastova    | 6:0, 6:0                  |
| Zwyciężczyni  | 14. | 31 lipca 2016        | Montreal         | Twarda        | Madison Keys            | 7:6(2), 6:3               |
| Zwyciężczyni  | 15. | 13 maja 2017         | Madryt           | Ceglana       | Kristina Mladenovic     | 7:5, 6:7(5), 6:2          |
| Finalistka    | 9.  | 21 maja 2017         | Rzym             | Ceglana       | Elina Switolina         | 6:4, 5:7, 1:6             |
| Finalistka    | 10. | 10 czerwca 2017      | French Open      | Ceglana       | Jeļena Ostapenko        | 6:4, 4:6, 3:6             |
| Finalistka    | 11. | 20 sierpnia 2017     | Cincinnati       | Twarda        | Garbiñe Muguruza        | 1:6, 0:6                  |
| Finalistka    | 12. | 8 października 2017  | Pekin            | Twarda        | Caroline Garcia         | 4:6, 6:7(3)               |
| Zwyciężczyni  | 16. | 6 stycznia 2018      | Shenzhen         | Twarda        | Kateřina Siniaková      | 6:1, 2:6, 6:0             |
| Finalistka    | 13. | 27 stycznia 2018     | Australian Open  | Twarda        | Caroline Wozniacki      | 6:7(2), 6:3, 4:6          |
| Finalistka    | 14. | 20 maja 2018         | Rzym             | Ceglana       | Elina Switolina         | 0:6, 4:6                  |
| Zwyciężczyni  | 17. | 9 czerwca 2018       | French Open      | Ceglana       | Sloane Stephens         | 3:6, 6:4, 6:1             |
| Zwyciężczyni  | 18. | 12 sierpnia 2018     | Montreal         | Twarda        | Sloane Stephens         | 7:6(6), 3:6, 6:4          |
| Finalistka    | 15. | 18 sierpnia 2018     | Cincinnati       | Twarda        | Kiki Bertens            | 6:3, 6:7(6), 2:6          |
| Finalistka    | 16. | 16 lutego 2019       | Doha             | Twarda        | Elise Mertens           | 6:3, 4:6, 3:6             |
| Finalistka    | 17. | 11 maja 2019         | Madryt           | Ceglana       | Kiki Bertens            | 4:6, 4:6                  |
| Zwyciężczyni  | 19. | 13 lipca 2019        | Wimbledon        | Trawiasta     | Serena Williams         | 6:2, 6:2                  |
| Zwyciężczyni  | 20. | 22 lutego 2020       | Dubaj            | Twarda        | Jelena Rybakina         | 3:6, 6:3, 7:6(5)          |
| Zwyciężczyni  | 21. | 16 sierpnia 2020     | Praga            | Ceglana       | Elise Mertens           | 6:2, 7:5                  |
| Zwyciężczyni  | 22. | 21 września 2020     | Rzym             | Ceglana       | Karolína Plíšková       | 6:0, 2:1 krecz            |
| Finalistka    | 18. | 31 października 2021 | Kluż-Napoka      | Twarda (hala) | Anett Kontaveit         | 2:6, 3:6                  |
| Zwyciężczyni  | 23. | 9 stycznia 2022      | Melbourne        | Twarda        | Wieronika Kudiermietowa | 6:2, 6:3                  |
| Zwyciężczyni  | 24. | 14 sierpnia 2022     | Toronto          | Twarda        | Beatriz Haddad Maia     | 6:3, 2:6, 6:3             |

### Gra podwójna 2 (1–1)
| Końcowy wynik | Nr | Data            | Turniej  | Nawierzchnia | Partnerka          | Przeciwniczki                         | Wynik finału   |
| ------------- | -- | --------------- | -------- | ------------ | ------------------ | ------------------------------------- | -------------- |
| Finalistka    | 1. | 31 lipca 2016   | Montreal | Twarda       | Monica Niculescu   | Jekatierina Makarowa Jelena Wiesnina  | 3:6, 6:7(5)    |
| Zwyciężczyni  | 1. | 6 stycznia 2018 | Shenzhen | Twarda       | Irina-Camelia Begu | Barbora Krejčíková Kateřina Siniaková | 1:6, 6:1, 10–8 |

## Występy w Turnieju Mistrzyń

### W grze pojedynczej
| Rok  | Rezultat                            | Przeciwniczka                                        | Wynik                                   |
| 2014 | Finał                               | Serena Williams                                      | 3:6, 0:6                                |
| 2015 | Faza grupowa                        | Flavia Pennetta Marija Szarapowa Agnieszka Radwańska | 6:0, 6:3 4:6, 4:6 6:7(5), 1:6           |
| 2016 | Faza grupowa                        | Madison Keys Angelique Kerber Dominika Cibulková     | 6:2, 6:4 4:6, 2:6 3:6, 6:7(5)           |
| 2017 | Faza grupowa                        | Caroline Garcia Caroline Wozniacki Elina Switolina   | 6:4, 6:2 0:6, 2:6 3:6, 4:6              |
| 2018 | wycofała się ze względu na kontuzję | wycofała się ze względu na kontuzję                  | wycofała się ze względu na kontuzję     |
| 2019 | Faza grupowa                        | Bianca Andreescu Elina Switolina Karolína Plíšková   | 3:6, 7:6(6), 6:3 5:7, 3:6 0:6, 6:2, 4:6 |

## Wygrane turnieje singlowe ITF
|    | Data       | Turniej      | Kat. | ($)    | Naw.   | Finalistka           | Wynik         |
| 1. | 06/05/2007 | Bukareszt    | ITF  | 10 000 | ziemna | Andreea Mitu         | 7:6, 6:0      |
| 2. | 13/05/2007 | Bukareszt    | ITF  | 10 000 | ziemna | Patricia Mayr        | 6:3, 3:6, 6:2 |
| 3. | 04/05/2008 | Bukareszt    | ITF  | 10 000 | ziemna | Elena Bogdan         | 6:1, 6:3      |
| 4. | 18/05/2008 | Bukareszt    | ITF  | 10 000 | ziemna | Stephanie Vongsouthi | 7:6, 6:3      |
| 5. | 29/06/2008 | Kristinehamn | ITF  | 25 000 | ziemna | Anne Schäfer         | 6:3, 6:2      |
| 6. | 06/09/2009 | Maribor      | ITF  | 25 000 | ziemna | Katalin Marosi       | 6:4, 6:2      |

## Występy w igrzyskach olimpijskich

### Gra pojedyncza
| Runda                                                                      | Przeciwniczka                   | Wynik    |  |
| -------------------------------------------------------------------------- | ------------------------------- | -------- |  |
|                                                                            |                                 |          |  |
| Letnie Igrzyska Olimpijskie w Londynie 2012, reprezentując państwo Rumunia |                                 |          |  |
| I runda                                                                    | Kazachstan: Jarosława Szwiedowa | 4:6, 2:6 |  |

### Gra podwójna
| Runda                                                                      | Partnerka      | Przeciwniczki                                       | Wynik    |
| -------------------------------------------------------------------------- | -------------- | --------------------------------------------------- | -------- |
|                                                                            |                |                                                     |          |
| Letnie Igrzyska Olimpijskie w Londynie 2012, reprezentując państwo Rumunia |                |                                                     |          |
| I runda                                                                    | Sorana Cîrstea | Stany Zjednoczone: Serena Williams / Venus Williams | 3:6, 2:6 |

## Finały juniorskich turniejów wielkoszlemowych

### Gra pojedyncza (1)
| Końcowy wynik | Rok  | Turniej     | Nawierzchnia | Przeciwniczka | Wynik finału     |
| Zwyciężczyni  | 2008 | French Open | Ceglana      | Elena Bogdan  | 6:4, 6:7(3), 6:2 |

## Odznaczenia
- Cavaler Orderu Narodowego Gwiazdy Rumunii – 2019[22]